# Campeonato Brasileiro de Futebol Sub-20 de 2012
O Campeonato Brasileiro de Futebol Sub-20 de 2012 foi a sétima edição do campeonato e acontece entre os dias 6 e 22 de dezembro de 2012.
O campeonato é realizado no estado do Rio Grande do Sul, organizado pela Federação Gaúcha de Futebol e em parceria com a Confederação Brasileira de Futebol. Participam as 20 equipes do Campeonato Brasileiro Série A do ano, exceto quando alguma equipe desiste de participar, dando lugar a uma equipe do Campeonato Brasileiro Série B.

## Participantes
| Equipe              | Estado            | Títulos        |
| ------------------- | ----------------- | -------------- |
| América Mineiro     | Minas Gerais      | 1 (2011)       |
| Atlético Goianiense | Goiás             | 0 (não possui) |
| Atlético Mineiro    | Minas Gerais      | 0 (não possui) |
| Avaí                | Santa Catarina    | 0 (não possui) |
| Botafogo            | Rio de Janeiro    | 0 (não possui) |
| Corinthians         | São Paulo         | 0 (não possui) |
| Coritiba            | Paraná            | 0 (não possui) |
| Cruzeiro            | Minas Gerais      | 2 (2007, 2010) |
| Figueirense         | Santa Catarina    | 0 (não possui) |
| Flamengo            | Rio de Janeiro    | 0 (não possui) |
| Fluminense          | Rio de Janeiro    | 0 (não possui) |
| Grêmio              | Rio Grande do Sul | 2 (2008, 2009) |
| Internacional       | Rio Grande do Sul | 1 (2006)       |
| Náutico             | Pernambuco        | 0 (não possui) |
| Palmeiras           | São Paulo         | 0 (não possui) |
| Ponte Preta         | São Paulo         | 0 (não possui) |
| Portuguesa          | São Paulo         | 0 (não possui) |
| Santos              | São Paulo         | 0 (não possui) |
| Sport               | Pernambuco        | 0 (não possui) |
| Vasco               | Rio de Janeiro    | 0 (não possui) |

## Regulamento
As 20 equipes, divididas em quatro chaves, se enfrentam em turno único dentro dos próprios grupos, sendo que 2 avançam para a fase seguinte. Em caso de igualdade na pontuação, são critérios de desempate: 
- mais vitórias;
- melhor saldo de gols;
- mais gols pró;
- confronto direto;
- menos cartões vermelhos;
- menos cartões amarelos;
- sorteio.

As fases de quartas, semifinal e final são jogadas no sistema mata-mata em jogo único. Em caso de empate no tempo regulamentar, o classificado ou campeão será apurado através da disputa de pênaltis.

## Primeira fase

### Grupo A
| Pos. | Equipe        | Pts | J | V | E | D | GP | GC | SG |
| ---- | ------------- | --- | - | - | - | - | -- | -- | -- |
| 1    | Internacional | 8   | 4 | 2 | 2 | 0 | 7  | 1  | 6  |
| 2    | Náutico       | 8   | 4 | 2 | 2 | 0 | 11 | 7  | 4  |
| 3    | Botafogo      | 7   | 4 | 2 | 1 | 1 | 10 | 10 | 0  |
| 4    | Figueirense   | 3   | 4 | 1 | 0 | 3 | 4  | 8  | -4 |
| 5    | Corinthians   | 1   | 4 | 0 | 1 | 3 | 4  | 10 | -6 |

| 7 de dezembro | Corinthians | 1 – 2 | Figueirense | Estádio Morada dos Quero-Queros, Alvorada |
| 15:30         |             |       |             |                                           |

| 7 de dezembro | Botafogo | 0 – 5 | Internacional | Estádio Morada dos Quero-Queros, Alvorada |
| 17:30         |          |       |               |                                           |

| 9 de dezembro | Náutico | 4 – 4 | Botafogo | Estádio Morada dos Quero-Queros, Alvorada |
| 15:30         |         |       |          |                                           |

| 9 de dezembro | Internacional | 1 – 1 | Corinthians | Estádio Morada dos Quero-Queros, Alvorada |
| 17:30         |               |       |             |                                           |

| 11 de dezembro | Corinthians | 2 – 3 | Náutico | Estádio Morada dos Quero-Queros, Alvorada |
| 15:30          |             |       |         |                                           |

| 11 de dezembro | Figueirense | 0 – 1 | Internacional | Estádio Morada dos Quero-Queros, Alvorada |
| 17:30          |             |       |               |                                           |

| 13 de dezembro | Botafogo | 4 – 0 | Corinthians | Estádio Morada dos Quero-Queros, Alvorada |
| 15:30          |          |       |             |                                           |

| 13 de dezembro | Náutico | 4 – 1 | Figueirense | Estádio Morada dos Quero-Queros, Alvorada |
| 17:30          |         |       |             |                                           |

| 15 de dezembro | Figueirense | 1 – 2 | Botafogo | Estádio Morada dos Quero-Queros, Alvorada |
| 15:30          |             |       |          |                                           |

| 15 de dezembro | Internacional | 0 – 0 | Náutico | Estádio Morada dos Quero-Queros, Alvorada |
| 17:30          |               |       |         |                                           |

### Grupo B
| Pos. | Equipe        | Pts | J | V | E | D | GP | GC | SG  |
| ---- | ------------- | --- | - | - | - | - | -- | -- | --- |
| 1    | Cruzeiro      | 10  | 4 | 3 | 1 | 0 | 9  | 2  | 7   |
| 2    | Sport         | 6   | 4 | 1 | 3 | 0 | 8  | 3  | 5   |
| 3    | Santos        | 5   | 4 | 1 | 2 | 1 | 8  | 5  | 3   |
| 4    | Ponte Preta   | 3   | 4 | 1 | 0 | 3 | 2  | 13 | -11 |
| 5    | Vasco da Gama | 2   | 4 | 0 | 2 | 2 | 4  | 8  | -4  |

| 7 de dezembro | Vasco da Gama | 1 – 1 | Sport | Estádio Passo D'Areia, Porto Alegre |
| 15:30         |               |       |       |                                     |

| 7 de dezembro | Santos | 1 – 2 | Cruzeiro | Estádio Passo D'Areia, Porto Alegre |
| 17:30         |        |       |          |                                     |

| 9 de dezembro | Cruzeiro | 4 – 1 | Vasco da Gama | Estádio Antônio Vieira Ramos, Gravataí |
| 18:30         |          |       |               |                                        |

| 9 de dezembro | Ponte Preta | 0 – 4 | Santos | Estádio Antônio Vieira Ramos, Gravataí |
| 21:00         |             |       |        |                                        |

| 11 de dezembro | Sport | 0 – 0 | Cruzeiro | Estádio Antônio Vieira Ramos, Gravataí |
| 15:30          |       |       |          |                                        |

| 11 de dezembro | Vasco da Gama | 1 – 2 | Ponte Preta | Estádio Antônio Vieira Ramos, Gravataí |
| 17:30          |               |       |             |                                        |

| 13 de dezembro | Ponte Preta | 0 – 5 | Sport | Estádio Antônio Vieira Ramos, Gravataí |
| 16:00          |             |       |       |                                        |

| 13 de dezembro | Santos | 1 – 1 | Vasco da Gama | Estádio Antônio Vieira Ramos, Gravataí |
| 19:00          |        |       |               |                                        |

| 15 de dezembro | Cruzeiro | 3 – 0 | Ponte Preta | Estádio Antônio Vieira Ramos, Gravataí |
| 15:30          |          |       |             |                                        |

| 15 de dezembro | Sport | 2 – 2 | Santos | Estádio Antônio Vieira Ramos, Gravataí |
| 17:30          |       |       |        |                                        |

### Grupo C
| Pos. | Equipe           | Pts | J | V | E | D | GP | GC | SG |
| ---- | ---------------- | --- | - | - | - | - | -- | -- | -- |
| 1    | Avaí             | 9   | 4 | 3 | 0 | 1 | 7  | 1  | 6  |
| 2    | Fluminense       | 8   | 4 | 2 | 2 | 0 | 6  | 2  | 4  |
| 3    | Portuguesa       | 7   | 4 | 2 | 1 | 1 | 5  | 4  | 1  |
| 4    | Grêmio           | 4   | 4 | 1 | 1 | 2 | 1  | 3  | -2 |
| 5    | Atlético Mineiro | 0   | 4 | 0 | 0 | 4 | 0  | 9  | -9 |

| 6 de dezembro | Fluminense | 1 – 0 | Avaí | CT Hélio Dourado, Eldorado do Sul |
| 15:30         |            |       |      |                                   |

| 6 de dezembro | Portuguesa | 1 – 0 | Grêmio | CT Hélio Dourado, Eldorado do Sul |
| 17:30         |            |       |        |                                   |

| 8 de dezembro | Atlético Mineiro | 0 – 3 | Fluminense | CT Hélio Dourado, Eldorado do Sul |
| 12:00         |                  |       |            |                                   |

| 8 de dezembro | Avaí | 2 – 0 | Portuguesa | CT Hélio Dourado, Eldorado do Sul |
| 15:30         |      |       |            |                                   |

| 10 de dezembro | Fluminense | 2 – 2 | Portuguesa | CT Hélio Dourado, Eldorado do Sul |
| 15:30          |            |       |            |                                   |

| 10 de dezembro | Atlético Mineiro | 0 – 1 | Grêmio | CT Hélio Dourado, Eldorado do Sul |
| 17:30          |                  |       |        |                                   |

| 12 de dezembro | Avaí | 3 – 0 | Atlético Mineiro | CT Hélio Dourado, Eldorado do Sul |
| 15:30          |      |       |                  |                                   |

| 12 de dezembro | Grêmio | 0 – 0 | Fluminense | CT Hélio Dourado, Eldorado do Sul |
| 17:30          |        |       |            |                                   |

| 14 de dezembro | Portuguesa | 2 – 0 | Atlético Mineiro | CT Hélio Dourado, Eldorado do Sul |
| 15:30          |            |       |                  |                                   |

| 14 de dezembro | Grêmio | 0 – 2 | Avaí | CT Hélio Dourado, Eldorado do Sul |
| 17:30          |        |       |      |                                   |

### Grupo D
| Pos. | Equipe              | Pts | J | V | E | D | GP | GC | SG |
| ---- | ------------------- | --- | - | - | - | - | -- | -- | -- |
| 1    | América Mineiro     | 9   | 4 | 3 | 0 | 1 | 7  | 4  | 3  |
| 2    | Coritiba            | 8   | 4 | 2 | 2 | 0 | 5  | 3  | 2  |
| 3    | Palmeiras           | 6   | 4 | 2 | 0 | 2 | 9  | 7  | 2  |
| 4    | Flamengo            | 4   | 4 | 1 | 1 | 2 | 4  | 5  | -1 |
| 5    | Atlético Goianiense | 1   | 4 | 0 | 1 | 3 | 2  | 8  | -6 |

| 6 de dezembro | Palmeiras | 1 – 2 | América Mineiro | Estádio Passo D'Areia, Porto Alegre |
| 16:00         |           |       |                 |                                     |

| 6 de dezembro | Flamengo | 0 – 0 | Coritiba | Estádio Passo D'Areia, Porto Alegre |
| 21:00         |          |       |          |                                     |

| 8 de dezembro | Atlético Goianiense | 0 – 3 | Palmeiras | Estádio Passo D'Areia, Porto Alegre |
| 15:30         |                     |       |           |                                     |

| 8 de dezembro | América Mineiro | 1 – 0 | Flamengo | Estádio Passo D'Areia, Porto Alegre |
| 17:30         |                 |       |          |                                     |

| 10 de dezembro | Coritiba | 2 – 1 | América Mineiro | Estádio Passo D'Areia, Porto Alegre |
| 15:30          |          |       |                 |                                     |

| 10 de dezembro | Flamengo | 1 – 0 | Atlético Goianiense | Estádio Passo D'Areia, Porto Alegre |
| 17:30          |          |       |                     |                                     |

| 12 de dezembro | Atlético Goianiense | 1 – 1 | Coritiba | Estádio Passo D'Areia, Porto Alegre |
| 15:30          |                     |       |          |                                     |

| 12 de dezembro | Palmeiras | 4 – 3 | Flamengo | Estádio Passo D'Areia, Porto Alegre |
| 17:30          |           |       |          |                                     |

| 14 de dezembro | América Mineiro | 3 – 1 | Atlético Goianiense | Estádio Passo D'Areia, Porto Alegre |
| 16:30          |                 |       |                     |                                     |

| 14 de dezembro | Coritiba | 2 – 1 | Palmeiras | Estádio Passo D'Areia, Porto Alegre |
| 19:00          |          |       |           |                                     |

## Fase final
|  | Quartas-de-final       | Quartas-de-final       |                        |   | Semifinais | Semifinais |  |  | Final | Final |
|  |                        |                        |                        |   |            |            |  |  |       |       |
|  | 18 de dezembro - 21h00 |                        |                        |   |            |            |  |  |       |       |
|  |                        |                        |                        |   |            |            |  |  |       |       |
|  | Internacional          | 2                      |                        |   |            |            |  |  |       |       |
|  | Internacional          | 2                      | 20 de dezembro - 16h00 |   |            |            |  |  |       |       |
|  | Sport                  | 1                      |                        |   |            |            |  |  |       |       |
|  | Sport                  | 1                      | Internacional          | 3 |            |            |  |  |       |       |
|  | 16 de dezembro - 21h30 |                        | Internacional          | 3 |            |            |  |  |       |       |
|  |                        | América Mineiro        | 1                      |   |            |            |  |  |       |       |
|  | América Mineiro        | América Mineiro        | 1                      | 1 |            |            |  |  |       |       |
|  | América Mineiro        |                        | 22 de dezembro - 19h30 | 1 |            |            |  |  |       |       |
|  | Fluminense             | 0                      |                        |   |            |            |  |  |       |       |
|  | Fluminense             | 0                      | Internacional          | 1 |            |            |  |  |       |       |
|  | 18 de dezembro - 18h00 |                        | Internacional          | 1 |            |            |  |  |       |       |
|  |                        | Cruzeiro               | 2                      |   |            |            |  |  |       |       |
|  | Cruzeiro               | Cruzeiro               | 2                      | 2 |            |            |  |  |       |       |
|  | Cruzeiro               | 20 de dezembro - 18h00 |                        | 2 |            |            |  |  |       |       |
|  | Náutico                | 1                      |                        |   |            |            |  |  |       |       |
|  | Náutico                | 1                      | Cruzeiro               | 1 |            |            |  |  |       |       |
|  | 16 de dezembro - 19h30 |                        | Cruzeiro               | 1 |            |            |  |  |       |       |
|  |                        | Coritiba               | 0                      |   |            |            |  |  |       |       |
|  | Avaí                   | Coritiba               | 0                      | 0 |            |            |  |  |       |       |
|  | Avaí                   |                        |                        | 0 |            |            |  |  |       |       |
|  | Coritiba               | 1                      |                        |   |            |            |  |  |       |       |
|  | Coritiba               | 1                      |                        |   |            |            |  |  |       |       |

## Premiação
| Campeão Brasileiro Sub-20 2012 |
| ------------------------------ |
| Cruzeiro 3º título             |